# Município de New Lyme (condado de Ashtabula, Ohio)
O município de New Lyme (em inglês: New Lyme Township) é um município localizado no condado de Ashtabula no estado estadounidense de Ohio. No ano de 2010 tinha uma população de 1.116 habitantes e uma densidade populacional de 17,3 pessoas por km².

## Geografia
O município de New Lyme encontra-se localizado nas coordenadas 41° 36′ 32″ N, 80° 45′ 22″ O. Segundo a Departamento do Censo dos Estados Unidos, o município tem uma superfície total de 64.52 km², da qual 64,43 km² correspondem a terra firme e (0,14 %) 0,09 km² é água.

## Demografia
Segundo o censo de 2010, tinha 1.116 habitantes residindo no município de New Lyme. A densidade populacional era de 17,3 hab./km². Dos 1.116 habitantes, o município de New Lyme estava composto pelo 97,31 % brancos, o 1,52 % eram afroamericanos, o 0,45 % eram asiáticos e o 0,72 % eram de uma mistura de raças. Do total da população o 0,81 % eram hispanos ou latinos de qualquer raça.